# Гаррі Каміллері
Гаррі Каміллері (англ. Harry Camilleri; нар. 21 лютого 1933, Мальта) — мальтійський шахіст, рекордсмен за кількістю титулів чемпіона країни (18). Міжнародний майстер кореспонденційних шахів (єдиний в історії Мальти). Учасник 13 олімпіад у складі збірної Мальти.
У шахи почав грати з 12 років. 1950 року здобув титул чемпіона Мальти серед юнаків. У дорослих шахах уперше здобув титул чемпіона Мальти 1965 року, в 22-літньому віці. Востаннє — 2005-го, коли ветеранові вже було 72 роки. У турнірі 2005 року здобув 5 перемог і 5 нічиїх, без жодної поразки. Учасник багатьох зональних турнірів. Хоча переважно посідав там дуже низькі місця, мав в активі перемоги над тодішнім чемпіоном Болгарії Ніколаєм Міневим, майбутнім румунським гросмейстером Віктором Чокилтею (обидві — 1967 року), а також нічиї із угорськими гросмейстерами Ласлом Барцаї та Лайошем Портішем (обидві — 1969 року). Портіш у той час входив до першої десятки шахістів світу.
Як представник старого покоління, не використовував комп'ютер під час підготовки до змагань, а покладався на книги та власні записи. Оглядачі відзначали його вміння вести боротьбу в ендшпілі та здобувати очки в позиціях, які майже неможливо врятувати.